# Nur-ad-Din Muhàmmad II
Nur-ad-Din Muhàmmad II (març de 1148-1210) fou un daï i imam ismaïlita nizarita d'Alamut, el cinquè sobirà (1166-1210) successor del seu pare Hàssan II quan va morir el 9 de gener de 1166. El seu regnat fou llarg i pacífic i es va ocupar principalment de la dawa (missió) ismaïlita a Pèrsia. Fou un escriptor i pensador actiu, i gran difusor de les doctrines de la secta. Va desenvolupar el dogma de la kiyama proclamat pel seu pare el 1164. Els incidents militars foren pocs i menors, si bé els nizarites sirians estaven aleshores implicats en diversos conflictes locals i Rashid al-Din Sinan, el daï de Síria, estava cada cop més lluny de l'imam d'Alamut, si bé mai hi va haver trencament total. Va morir l'1 de setembre de 1210, podria ser que enverinat. El va succeir el seu fill Hàssan III d'Alamut.